# Stenoporpia blattifera
Stenoporpia blattifera là một loài bướm đêm trong họ Geometridae.